# Cobi et Petra
Pour les articles homonymes, voir Petra.
Cobi et Petra sont respectivement les mascottes des Jeux olympiques et paralympiques de Barcelone 1992. Cobi est un berger des Pyrénées tandis que Petra ne représente aucun animal en particulier, mais adopte une forme humanoïde indéterminée. Les deux mascottes ont été créées par le designer barcelonais d'adoption Javier Mariscal.

## Cobi

Figurine de Cobi au Museu Olímpic i de l'Esport Joan Antoni Samaranch de Barcelone.

Ce n'est pas la première fois qu'un chien est la mascotte d'une édition des Jeux olympiques. En effet, la toute première mascotte olympique était un teckel, Waldi, créée par Elena Winschermann, sous la direction artistique d'Otl Aicher, pour les Jeux de Munich 1972.
Le nom de Cobi s'inspire du nom du Comité d'organisation des Jeux de Barcelone 1992, en catalan Comitè Organitzador Olímpic Barcelona '92, et dont l'acronyme est COOB’92. Il a été choisi à cause de sa simplicité de prononciation dans la plupart des langues,.
Cobi est un berger des Pyrénées aux traits simples, voire cubistes et anthropomorphiques. Après que le Comité d'organisation a lancé la compétition pour le dessin de la mascotte, Mariscal commence à travailler sur les animaux marins, en particulier la crevette. Mais se rendant compte que les représentations sportives seront très compliquées, il se réoriente vers un chien typique des Pyrénées toutes proches. Les premières esquisses montrent un chien couvert de poils, mais Mariscal simplifie grandement le trait en ne se limitant qu'aux contours de l'animal. La proposition qu'il envoie au Comité d'organisation est retenue le  29 janvier 1988 parmi les travaux de cinq autres designers :  Fernando Amat, Angel Beaumont, Francesc Capdevila, Francesc Petit et Pere Torrent,. Si elle est d'abord décriée après sa révélation, elle va s'avérer être l'une des mascottes les plus appréciées par le public et une des plus rentables pour le Comité d'organisation et le CIO,.
Une série animée, The Cobi Troupe, de 26 épisodes est produite en marge des Jeux. Cobi est entouré de ses amis et participe à la promotion de Barcelone 1992, d'autant que les droits de la série sont achetés par 24 chaînes de télévision. 
Le 18 août 2017, Javier Mariscal publie sur ses comptes Instagram et Twitter une illustration d'un Cobi en pleurs en mémoire des victimes de l'attaque qui a eu lieu à Barcelone le jour précédent.

## Petra
Petra est la première mascotte paralympique à ne pas être un animal. C'est une figure humanoïde dépourvue de bras. Elle est décrite comme une jeune fille positive, extravertie, indépendante et énergique,.

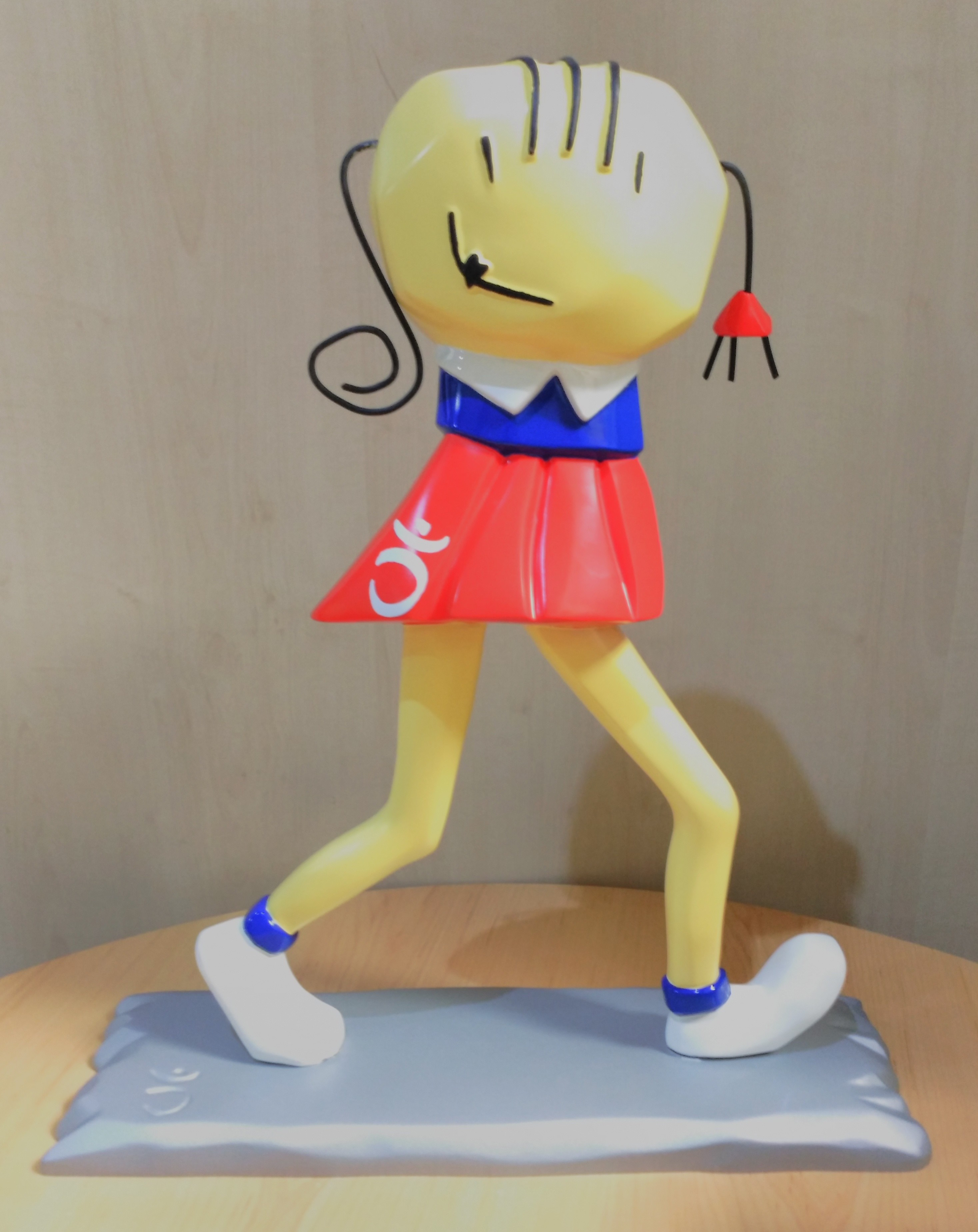
Petra.

## Produits dérivés
Les deux mascottes sont dérivées en de nombreux produits : pin's, peluches, figurines, etc. Des marques, comme Danone et Coca-Cola, vont également utiliser leurs images pour la promotion de leur produits durant les Jeux.